# Eparchia Nuestra Señora del Paraíso en México
Eparchia Nuestra Señora del Paraíso en México (łac. Eparchia Dominae Nostrae Paradisi in Civitate Mexicana Graecorum Melkitarum) – eparchia Kościoła melchickiego w Meksyku, z siedzibą w mieście Meksyk. Została ustanowiona 27 lutego 1988. Od czasu śmierci jej pierwszego ordynariusza w 1994 roku pozostaje formalnie sede vacante, jednak są dla niej wyznaczani administratorzy apostolscy niebędący biskupami. 